# Donato Acciaiuoli
Donato Acciaiuoli (15. března 1428, Florencie – 28. srpna 1478, Milán) byl italský učenec a státník. Byl známý svou znalostí řečtiny a matematiky a svými služby svému rodnému státu, Florentské republice.

## Biografie
Narodil se ve Florencii v Itálii. Byl vzděláván pod záštitou nebo vedením Jacopa Piccolomini-Ammannatiho (1422–1479), který byl následně jmenován kardinálem. Své znalosti klasiků údajně získal také od Lionarda a Carla Marsuppiniových (1399–1453) a od byzantského uprchlického učence Jana Argyropoula.
V průběhu svého života byl pověřen vedením několika důležitých velvyslanectví. V roce 1473 se stal florentským gonfalonierem, jedním z devíti občanů, kteří byli každé dva měsíce vybráni losováním a následně tvořili vládu. Zemřel v Miláně v roce 1478, když byl na cestě do Paříže, kde chtěl jménem Florenťanů požádat o pomoc Ludvíka XI. proti papeži Sixtovi IV. Jeho tělo bylo převezeno zpět do Florencie a na veřejné náklady pohřbeno v kostele kartuziánského řádu. Jeho dcery byly obdarovány jeho spoluobčany, protože on sám měl nevelký majetek.
Napsal latinské překlady několika Plutarchových Životopisů (1478, Florencie); komentáře k Aristotelově Etice, Politice, Fyzice a De animě; biografie Hannibala, Scipia a Karla Velikého, stejně jako velkosenešala Neapolského království Niccola Acciaiuoliho od Mattea Palmieriho. Při práci na Aristotelovi spolupracoval se svým mistrem Janem Argyropoulem.